# Gestoden
Gestoden ist ein synthetisches Gestagen der 3. Generation, das als hormonelles Kontrazeptivum zur Empfängnisverhütung verwendet wird.
Es ist ein selektives, stark antigonadotrop wirksames Progestagen. Der antigonadotrope Effekt ist etwa dreimal stärker als der von Levonorgestrel. Als einziges Progestagen besitzt es einen aldosteronantagonistischen Effekt, der durch eine hohe Affinität zum Progesteron-Rezeptor bedingt ist. Zudem besitzt es eine minimale androgene Restwirkung und eine schwache antiöstrogene Wirkung. Gestoden ist ausschließlich in Kombination mit Ethinylestradiol in Form von Dragées, Tabletten und Pflaster im Handel.

## Eigenschaften
Gestoden tritt in zwei polymorphen Kristallformen auf. Bei Raumtemperatur ist die Form II thermodynamisch stabil. Sie wandelt sich bei 36 °C enantiotrop in die Form I um. Die Form I schmilzt dann bei 197 °C.

## Handelsnamen
Kombinationspräparate
Femovan (D), Minulet (D, A, CH), Minesse (A, CH), Mirelle (A, CH), Tri-Minulet (FR)